# Eosentomon yanaka
Eosentomon yanaka är en urinsektsart som beskrevs av Imadaté 1965. Eosentomon yanaka ingår i släktet Eosentomon och familjen trakétrevfotingar. Inga underarter finns listade i Catalogue of Life.